# تمبوس
تُمبوس هي معجنات في هولندا وبلجيكا. إنه نوع محلي من كعكة الألف طبقة قدمه خباز معجنات في أمستردام وسمي على اسم Admiraal Tom Pouce ، الاسم المسرحي للقزم الفريزي Jan Hannema. 
تعتبر أطباق التمبوس أيقونية في هولندا ولا يسمح السوق بتنوع كبير في الشكل والحجم واللون. يجب أن تكون مستطيلة ذات طبقتين من العجين المنتفخة. التغطية السكرية ناعمة وردية أو بيضاء، وظلت تجعل برتقاليةً لسنوات عديدة في يوم الملك وأحيانًا قبله أيام قليلة. قد يكون لونه برتقاليًا أيضًا عندما يلعب فريق كرة القدم الوطني في البطولات الدولية الكبيرة هذا يعود إلى نحو عام 1990. الحشوة حلوة دائما من الكسترد الأصفر. تُغطى بالقشدة المخفوقة أحيانًا.

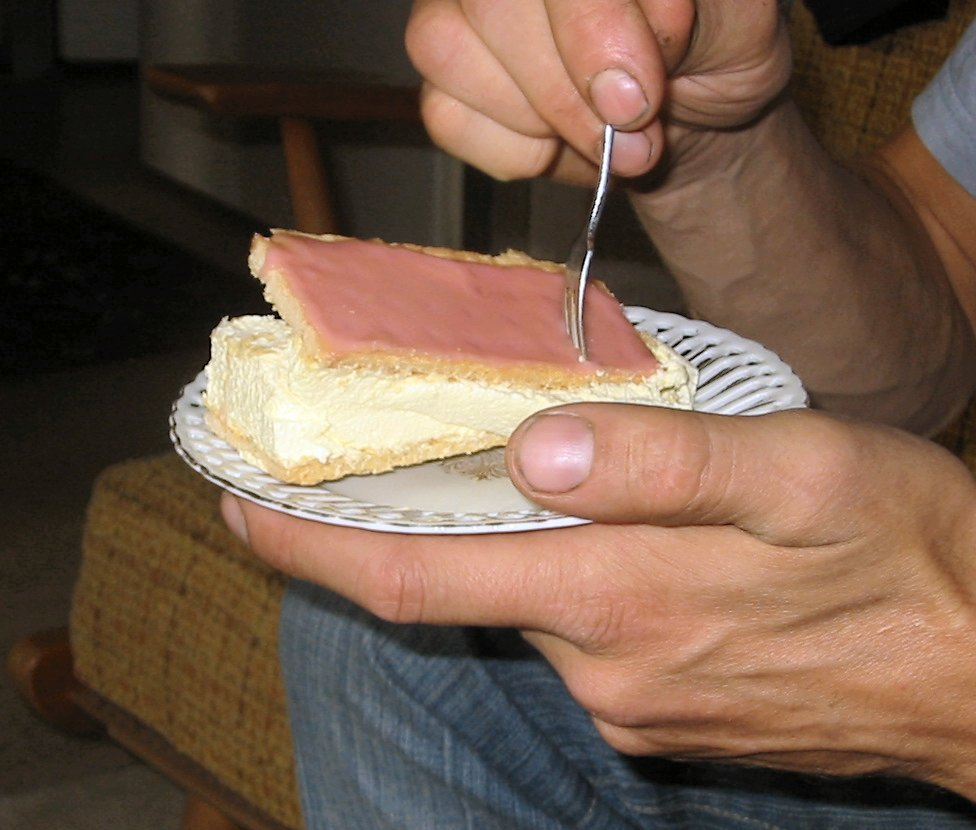
التُّمبوس صعبة الأكل